# 塞塵のパンドラ
「塞塵のパンドラ」（そくじんのパンドラ）は、野川さくらの楽曲。野川の11枚目のシングルとして2009年8月5日に5pb.Recordsから発売された。

## 概要
前作同様、5pb.からのリリースで、表題曲「塞塵のパンドラ」はテレビアニメ『アラド戦記〜スラップアップパーティ〜』の後期オープニングテーマとして使用された。タイトルの「塞塵」は、作詞・作曲を手掛けた志倉千代丸による造語で、『塵のような砂漠の中で、砂嵐が起きている』。雰囲気をタイトルにするつもりだったが、イメージに合うものがなかったため、このタイトルになった。また野川は「楽曲の世界観やストーリーが前作と繋がっている。」と語っている。カップリングの「Crazy on the dream」は、テレビアニメ『機動戦艦ナデシコ』の主題歌を歌った松澤由美が作詞を手掛けている。
ジャケット写真では、肌を大きく露出するなど、ファッションモデルを意識したメイクをしており、話題となった。

## 収録曲
1. 塞塵のパンドラ [4:21]
作詞・作曲：志倉千代丸、編曲：上野浩司
  - テレビアニメ「アラド戦記〜スラップアップパーティ〜」後期オープニングテーマ
2. Crazy on the dream [5:10]
作詞：松澤由美、作曲・編曲：清水永之
3. 塞塵のパンドラ（Off Vocal）
4. Crazy on the dream（Off Vocal）

## 収録アルバム
| 曲名           | 収録アルバム        | 発売日        | 備考                  |
| -------------- | ------------------- | ------------- | --------------------- |
| 塞塵のパンドラ | 『HAPPY HARMONICS』 | 2010年8月25日 | 6thオリジナルアルバム |